# Max Baucus
Max Baucus (Helena, Montana, 1941. december 11. –  ) az Amerikai Egyesült Államok szenátora (Montana, 1978–2014).

## Élete
2014 és 2017 között hazája nagykövete volt Kínában.